# Nasbach
Nasbach (fränkisch: Aschba) ist ein Gemeindeteil der kreisfreien Stadt Schwabach (Mittelfranken, Bayern). Nasbach liegt in der Gemarkung Penzendorf.

## Geographie
Das Dorf liegt nordöstlich des Schwabacher Gewerbegebietes. Nordöstlich von Nasbach liegen die Flurgebiete „Kuhweihergraben“ und „Reuth“. Die Bundesstraße 2 führt nach Schwabach (1,3 km südlich) bzw. nach Wolkersdorf (3,5 km nördlich).

## Geschichte
1286 wurde der Ort als „Naspach“ erstmals urkundlich erwähnt. Das Bestimmungswort des ursprünglichen Gewässernamens ist die Espe und bezeichnete also einen mit Espen bestandenen Bach. Im markgräflichen Salbuch von 1434 sind für „Naspach“ 4 Güter und 2 Seldengüter verzeichnet, die dem Amt Schwabach vogtbar waren, jedoch Fremdherren unterstanden. 1557 wurden für das Kloster Ebrach 3 Höfe als Grundbesitz aufgelistet. 1623 gab es 8 Anwesen, wovon 4 das Kloster Ebrach als Grundherrn hatten und 4 die Reichsstadt Nürnberg. 1732 gab es laut den Oberamtsbeschreibungen von Johann Georg Vetter für Nasbach weiterhin 8 Anwesen. Die nürnbergischen Anwesen wurden genauer spezifiziert: 3 Anwesen unterstanden dem Reichen Almosen, 1 Anwesen dem St. Klara-Klosteramt. Auch gegen Ende des 18. Jahrhunderts gab es in Nasbach 8 Anwesen und ein Gemeindehirtenhaus. Das Hochgericht übte das brandenburg-ansbachische Oberamt Schwabach aus. Die Dorf- und Gemeindeherrschaft hatte das Kastenamt Schwabach. Grundherren waren die Reichsstadt Nürnberg (St. Klara-Klosteramt: 1 Ganzhof; Landesalmosenamt: 2 Halbhöfe, 1 Köblergut) und das Amt Katzwang des Klosters Ebrach (1 Ganzhof, 3 Halbhöfe).
Von 1797 bis 1808 unterstand der Ort dem Justiz- und Kammeramt Schwabach. Im Rahmen des Gemeindeedikts wurde 1808 Nasbach dem Steuerdistrikt Katzwang (II. Sektion) und der 1818 gebildeten Ruralgemeinde Penzendorf zugeordnet. Am 1. Januar 1956 wurde Nasbach nach Schwabach eingegliedert.

## Einwohnerentwicklung
| Jahr      | 001818 | 001840 | 001861 | 001871 | 001885 | 001900 | 001925 | 001950 | 001961 | 001970 | 001987 | 002017 | 002020 |
| Einwohner | 65     | 58     | 58     | 52     | 73     | 72     | 85     | 312    | 396    | 115    | 63     | 266    | 243    |
| Häuser    | 10     | 12     |        |        | 13     | 14     | 15     | 37     | 44     |        | 16     |        |        |
| Quelle    | [ 13 ] | [ 14 ] | [ 15 ] | [ 16 ] | [ 17 ] | [ 18 ] | [ 19 ] | [ 20 ] | [ 21 ] | [ 22 ] | [ 23 ] | [ 24 ] | [ 1 ]  |

## Religion
Der Ort ist seit der Reformation evangelisch-lutherisch geprägt und war ursprünglich teils nach Katzwang gepfarrt (ebrachische Untertanen), teils nach Schwabach (nürnbergische Untertanen). Seit Mitte des 19. Jahrhunderts sind alle Lutheraner nach Schwabach gepfarrt. Die Katholiken sind nach St. Sebald (Schwabach) gepfarrt.